# Chronologie des Koreakriegs
Die Chronologie des Koreakriegs stellt eine zeitliche Übersicht des Koreakriegs (1950–1953) dar. Im Koreakrieg kämpften die von der Sowjetunion unterstützen Streitkräfte Nordkoreas und später Truppen der Volksrepublik China einerseits und die Truppen Südkoreas und später die Verbände der UNO-Koalition, insbesondere der Vereinigten Staaten, andererseits.

## Vorgeschichte
- 1894–1895: Erster Japanisch-Chinesischer Krieg. Nach dem Sieg Japans über China wird als Ergebnis des Vertrags von Shimonoseki (17. April 1895) das koreanische Reich (Joseon) von China als unabhängig anerkannt.
- 1897–1910: Das 1897 proklamierte Kaiserreich Korea ist nominell unabhängig.
  - 1897–1904: Das Russische Kaiserreich wird zur wichtigsten Schutzmacht Koreas gegen direkte japanische Annexion.[1]
  - 1904–1905: Russisch-Japanischer Krieg. Japan besiegt Russland.[1]
  - 17. November 1905: Japan-Korea-Protektoratsvertrag von 1905. Korea wird japanisches Protektorat.[1]
  - 1905–1910: Korea existiert als Protektorat Japans.[1]
- 22. August 1910: Japan-Korea-Annexionsvertrag von 1910. Korea wird japanische Kolonie.
- 1917: Die Oktoberrevolution inspiriert die Geburt einer kommunistischen Bewegung in Korea.[1]
- 1919: Gründung der Provisorischen Regierung der Republik Korea als Exilregierung für ein von Japan unabhängiges Korea.[1]
- 1937–1945: Zweiter Japanisch-Chinesischer Krieg.
- 1941–1945: Japanische Teilnahme am Zweiten Weltkrieg (Pazifikkrieg, Burmafeldzug).
- 1943: Versprechen der koreanischen Unabhängigkeit durch die Alliierten.[2]
- 4. – 11. Februar 1945: Konferenz von Jalta. Die UdSSR erhält für die Nachkriegszeit Besatzungsrechte in Korea sowie weitere Ansprüche in Ostasien (Kurilen, Südsachalin, Einflussgebiet in der Mandschurei) zugesprochen.[1]
- 2. September 1945: Kapitulation Japans.
- 8. September 1945: Ankunft amerikanischer Besatzungstruppen in Korea.[3]
- 1945–1948: Besatzungszeit in Korea, Aufteilung der Halbinsel entlang des 38. Breitengrads in einen sowjetisch besetzten Nordteil und einen amerikanisch besetzten Südteil.[2]
  - Nordteil: Machtübernahme der Koreanischen Nationaldemokratischen Front, welche aus den drei kommunistischen Fraktionen (Kim Il-sung, Kim Du-bong, Pak Hon-yong) aufgebaut ist. Sowjetischer Einfluss zugunsten von Kim Il-sung.[3]
  - Südteil: Machtkämpfe zwischen Rhee Syng-man (rechtsradikal), Kim Kyu-sik (zentral), Yuh Woon-hyung (linksmoderat) und Pak Hon-yong (linksradikal, sowjetfreundlich).[3]
- 15. August 1948: Gründung der Republik Korea (Südkorea) im amerikanischen Sektor.
- 9. September 1948: Gründung der Demokratischen Volksrepublik Korea (Nordkorea) im sowjetischen Sektor.
- 1948–1950: Aufrüstung der beiden koreanischen Staaten, aber insbesondere Nordkoreas, für einen konventionellen Krieg. Militärische Vorteile für Nordkorea dank sowjetischer Unterstützung: Im Direktvergleich 150 Panzer gegen 0, einige hundert Flugzeuge gegen einige Dutzend und ein Verhältnis der Heeresartillerie 3:1 zugunsten Nordkoreas.[4]

## Koreakrieg

### 1950
- 25. Juni 1950
  - Beginn des Koreakriegs.[5]
  - Erste Gefechte in der Ongjin-Region, später nordkoreanischer Beschuss über die Grenze entlang des gesamten Grenzverlaufs.[4]
  - Nordkoreanische amphibische Landungen an der südkoreanischen Ostküste.[4]
  - Nordkoreanische Luftangriffe auf Seoul und den Gimpo-Flugplatz.[4]
  - Schwere nordkoreanische Angriffe auf die grenznahe südkoreanische Hauptstadt Seoul.[2] Erste Schlacht von Seoul (bis 28. Juni 1950).
  - Resolution 82 des UN-Sicherheitsrates.[6] Wegen ihres Boykotts des Sicherheitsrats ist die UdSSR nicht anwesend, um Nordkorea mit einem sowjetischen Veto zu beschützen.[2] Eine neutralere Formulierung, durch die SFR Jugoslawien vorgeschlagen, wird abgelehnt.[4]
- 26. Juni 1950
  - Anordnung durch Präsident Harry S. Truman an das US-Militär, bei der Evakuierung von US-Bürgern aus Südkorea zu helfen.[4]
  - Zusammenbruch der meisten südkoreanischen Verteidigungslinien um Seoul.[4]
  - Uijeongbu durch nordkoreanische Truppen erobert, was den Weg südlich nach Seoul weiter öffnet.[7]
- 27. Juni 1950
  - Resolution 83 des UN-Sicherheitsrates.[4][8]
  - Britische Regierung schickt Kriegsschiffe der Eastern Fleet in koreanische Gewässer, darunter die HMS Triumph. Die britischen Verbände werden dem amerikanischen Kommandeur Charles Turner Joy unterstellt.[7]
- 28. Juni 1950: Seoul durch nordkoreanische Truppen erobert.[7]
- 29. Juni 1950: Truman entschließt sich zur amerikanischen Intervention im Koreakrieg.[4]
- 30. Juni 1950: Als Task Force Smith erreichen Teile der 24th Infantry Division als erste US-Truppen Südkorea.[7]
- 3. Juli 1950: Bisher haben 41 der 59 UN-Mitgliedsstaaten ihre Unterstützung für die pro-südkoreanische Haltung des Sicherheitsrates verkündet.[4]
- 5. Juli 1950: Schlacht von Osan: Truppen der Task Force Smith erwehren sich gegen nordkoreanische Angriffe. Erstes Gefecht zwischen Nordkoreanern und Amerikanern während des Koreakriegs. Die amerikanischen Stellungen werden von den Nordkoreanern überrannt.[7]
- 6. Juli 1950: Schlacht von Pyongtaek: Einheiten des 34th Infantry Regiment der 24th Infantry Division werden by Pyongtaek von den Nordkoreanern aus ihren Stellungen getrieben.
- 7. Juli 1950: Resolution 84 des UN-Sicherheitsrates:[9] Der Sicherheitsrat der Vereinten Nationen beschließt die Gründung des United Nations Command.[5]
- 13. Juli 1950: Vier chinesische Armeen werden zur chinesisch-nordkoreanischen Grenze verlegt.[10]
- 14. – 21. Juli 1950: Schlacht um Daejeon.
- 31. Juli 1950: Resolution 85 des UN-Sicherheitsrates.[11]
- 1. August – 22. September 1950: Schlacht um den Busan-Perimeter.[5]
  - 5. – 19. August 1950: Erste Schlacht am Nakdong.
  - 1. – 15. September 1950: Zweite Schlacht am Nakdong.[7]
- 15. September 1950: Landung bei Incheon („Operation Chromite“) des X. US-Korps (1st Marine Division, 7th Infantry Division) im Nordwesten Südkoreas, weit hinter den nordkoreanischen Linien.[2][5][7]
- 22. – 28. September 1950: Zweite Schlacht von Seoul.
  - 26. September 1950: Seoul durch amerikanische Truppen erobert.[2]
- 23. September 1950: Amerikanischer Ausbruch aus dem Busan-Perimeter.[7]
- 26. September 1950: Die aus Nordwesten kommende 7th Infantry Division trifft bei Osan auf die aus Südosten kommende 1st Cavalry Division, wodurch viele Nordkoreaner von ihrer Rückzugsroute abgeschnitten werden.[7]
- 2. Oktober 1950 (spätestens): Mao Zedong beschließt die chinesische Intervention.[5]
- 3. Oktober 1950: Peng Dehuai wird zum Oberbefehlshaber der chinesischen Nordostarmee ernannt.[10]
- 7. Oktober 1950: Amerikanische Truppen übertreten den 38. Breitengrad.[5] Bis zu diesem Zeitpunkt hat das United Nations Command bereits 125.000 nordkoreanische Gefangene gemacht.[7]
- 11. Oktober 1950: Treffen zwischen Josef Stalin und Zhou Enlai. Stalin verspricht größtmögliche sowjetische Unterstützung für die chinesische Intervention.[10]
- 15. Oktober 1950: Treffen zwischen Harry S. Truman und Douglas MacArthur auf Wake Island.[5] Truman ist über eine mögliche chinesische Intervention besorgt, aber MacArthur versichert ihm, dass die Gefahr der chinesischen Intervention gering sei.[10]
- 20. Oktober 1950: Pjöngjang durch amerikanische Truppen erobert.[10]
- 27. Oktober – 2. November 1950: Chinesische Intervention. Chinesisch-nordkoreanische Erstphasenoffensive.[5]
- 8. November 1950: Resolution 88 des UN-Sicherheitsrates: Die Volksrepublik China wird von den Vereinten Nationen zur Teilnahme an den Koreaberichten eingeladen.[12]
- 25. November – 9. Dezember 1950: Chinesisch-nordkoreanische Zweitphasenoffensive.[5]
- 27. November – 25. Dezember 1950: Schlacht um den Changjin-Stausee.[5]
- 8. Dezember 1950: Truman-Attlee-Communiqué.[5][13]
- 23. Dezember 1950: Matthew B. Ridgway wird Befehlshaber der 8. US-Armee.[5]
- 31. Dezember 1950 – 24. Januar 1951: Chinesisch-nordkoreanische Drittphasenoffensive.[5]
- 31. Dezember 1950 – 7. Januar 1951: Dritte Schlacht von Seoul.

### 1951
- 25. Januar – 11. Februar 1951: Operation Thunderbolt.[5]
  - 25. – 27. Januar 1951: Gefecht von Kumyangjang-ni.
- 11. – 18. Februar 1951: Chinesisch-nordkoreanische Viertphasenoffensive.[5]
- 7. März – 4. April 1951: Operation Ripper.
  - 14. März 1951: Seoul durch Truppen der 8. US-Armee erobert (Vierte Schlacht von Seoul).[5]
- 11. April 1951: Truman entlässt MacArthur und ersetzt ihn mit Ridgway.[5]
- 22. April – 20. Mai 1951: Chinesisch-nordkoreanische Fünftphasenoffensive („Frühlingsoffensive“).[5]
  - Fünfte Schlacht von Seoul: Chinesischer Versuch, Seoul zu erobern, scheitert.
- 23. Juni 1951: Jakow Alexandrowitsch Malik, Botschafter der UdSSR bei den Vereinten Nationen, schlägt Waffenstillstandsverhandlungen vor.[5]
- 10. Juli 1951: Waffenstillstandsverhandlungen beginnen bei Kaesŏng.[5]
- 23. August 1951: Nordkorea und China brechen Waffenstillstandsverhandlungen wegen angeblicher südkoreanisch-amerikanischer Verletzungen der Neutralitätszone um Kaesŏng ab.[5]
- 13. September – 15. Oktober 1951: Schlacht von Heartbreak Ridge.
- 3. – 18. Oktober 1951: Operation Commando.[5]
- 25. Oktober 1951: Waffenstillstandsverhandlungen werden bei Panmunjeom wieder aufgenommen.[5]
- 27. November 1951: Verlauf der Waffenstillstandslinie vereinbart.[5]

### 1952
- 8. April 1952: Überprüfung der kommunistischen Kriegsgefangenen beginnt.[5]
- 7. Mai 1952: US-General Francis Dodd wird während des Geojedo-Zwischenfalls von nordkoreanischen Kriegsgefangenen auf Geojedo als Geisel genommen.[5]
- 12. Mai 1952: Mark W. Clark übernimmt Ridgways Posten.[5]
- 24. Mai 1952: Rhee Syng-man erklärt in Busan das Kriegsrecht.[5]
- 23. Juni 1952: Luftangriffe auf nordkoreanische Wasserkraftwerke (Angriff auf die Supung-Staumauer).[5]
- 11. Juli 1952: Erster Luftangriff auf Pjöngjang.[5]
- 29. August 1952: Zweiter Luftangriff auf Pjöngjang. Größter Luftangriff des Koreakriegs.[5]
- 8. Oktober 1952: Clark stellt die Waffenstillstandsverhandlungen ein.[5]
- 4. November 1952: Dwight D. Eisenhower gewinnt die Präsidentschaftswahl in den Vereinigten Staaten 1952.[5]

### 1953
- 20. Januar 1953: Eisenhower wird als neuer Präsident vereidigt und ersetzt damit Harry Truman.
- 5. März 1953: Josef Stalin stirbt.
- 28. März 1953: Zhou Enlai akzeptiert den Kriegsgefangenaustausch (Operation Little Switch).[5]
- 13. Mai 1953: Luftangriffe des UN Command gegen nordkoreanische Dämme.[5]
- 25. Mai 1953: Delegation des UN Command übergibt seinen „finalen Standpunkt“ an die Nordkoreaner.[5]
- 10. – 16. Juni 1953: Nordkoreanisch-chinesische Luftangriffe auf das südkoreanische Zweite Heereskorps.[5]
- 16. Juni 1953: Erster Waffenstillstand.[5]
- 18. Juni 1953: Rhee lässt unilateral 25.000 nordkoreanische Kriegsgefangene frei.[5]
- 13. – 27. Juli 1953: Nordkoreanisch-chinesische Endoffensive.[5]
- 27. Juli 1953: Zweiter Waffenstillstand bei Panmumjeom unterzeichnet. Ende des Koreakriegs.[2][5]

## Nachspiel
- Seit 1948: Korea-Konflikt.